# Paranthropus
Paranthropus (iz grčkog παρα, para "pored"; άνθρωπος, ánthropos "čovjek") je rod izumrlih hominina. Poznati kao robustni australopitecini,bili su dvonožni hominidi, koji su vjerojatno potekli od gracilnih australopitecina (Australopithecus) prije 2,7 milijuna godina.
Pripadnike tog roda karakterizira robustna kraniodentalna anatomija, uključujući i sagitalnu lubanjsku krestu kao kod gorile, što ukazuje na snažne mišiće za žvakanje, i široke zube prilagođene mljevenju biljne hrane. Lubanje roda Paranthropus, međutim, nemaju transverzalnu lubanjsku krestu, koja je također prisutna kod današnjih gorila.

## Otkriće
Gert Terblanche, dječak školske dobi, otkrio je 1938. godine nepotpunu lubanju i čeljust vrste Paranthropus robustus kod nalazišta Kromdraai B (70 km jugozapadno od Pretorije) u Južnoafričkoj Republici. Kao novi rod i vrstu opisao ga je Robert Broom. Spomenuto nalazište istražuje se od 1993. godine, kada je prve iskope započeo Francis Thackeray. Smatra se da je nalazište Kromdraai B staro oko 1,95 milijuna godina.
Vrstu Paranthropus boisei otkrila je Mary Leakey 17. srpnja 1959. godine kod nalazišta FLK Bed I klanca Olduvai u Tanzaniji (primjerak OH 5). Mary je radila sama, pošto se njezin muž paleoantropolog Louis Leakey razbolio i ostao u kampu. Nakon otkrića odjurila je natrag u kamp, a Louis se, čuvši za to izvanredno otkriće, iznenada oporavio. Nisu nastavili dalje iskope sve dok Des Bartlett nije fotografirao nalazište.
U svojim bilješkama Louis je zapisao prvi naziv, Titanohomo mirabilis, pošto da je u početku imao osjećaj da je u pitanju blizak ljudski srodnik. Louis i Mary započeli su ga nazivati "dragim dječakom" (eng: "Dear Boy"). Iskopavanje je prekinuto 7. kolovoza iste godine. "Dragi dječak" pronađen je s alatima iz oldovanske kulture i životinjskim kostima.
Otkriće fosila objavljeno je u časopisu Nature 15. kolovoza 1959. godine, ali to izdanje nije izašlo do rujna zbog štrajka radnika u tiskari. U njemu je Louis svrstao taj fosil u Broomovu potporodicu Australopithecinae, stvorivši novi rod za njega, Zinjanthropus, te novu vrstu, boisei. "Zinj" je stara arapska riječ za obalu Istočne Afrike, a "boisei" se odnosi na Charlesa Boisea, dobrotvora Leakeyevih. Louis je temeljio svoju klasifikaciju na dvadeset razlika od roda Australopithecus.
Broom je umro 1951. godine, ali je Dart još uvijek bio živ. Anegdotska izvješća navode da je Dart plakao od sreće u Louisovo ime kada mu je ovaj osobno pokazao Zinja, kojeg su Louis i Mary nosili u limenoj kutiji. Louis je razmatrao Broomovog Paranthropusa kao naziv za taj rod, ali ga je odbacio jer je smatrao da je Zinj bio jedan od predaka roda Homo, što Paranthropus nije. Ovu je tezu temeljio na većim očnjacima prisutnih kod Zinja.
U to je vrijeme u paleoantropologiji postojala jaka tendencija objedinjavanja pojedinih nalaza u malo taksonomskih skupina, umjesto razdvajanja u nove taksone. Stoga je prezentiranje Zinja tijekom Četvrtog panafričkog kongresa prapovjesničara u srpnju u tadašnjem Belgijskom Kongu, tijekom kojeg je Louis bio prisiljen čitati zakašnjeli članak časopisa Nature gotovo doveo do nesreće po Louisa zbog njegove ideje stvaranja novog roda. Dart ga je spasio sa sada poznatom šalom, "... što bi li se desilo da je gđa. Ples srela "Dragog dječaka" jedne tamne noći."
Borba oko naziva nastavila se još mnogo godina i dovela do raskola između Louisa i Sir Wilfrida LeGros Clarka 1955. godine, kada je LeGros Clark zauzeo stav da naziv treba biti Paranthropus. S druge strane zbližila je Leakeyeve i Dr. Melvillea Bella Grosvenora iz National Geographic Societyja. Leakeyevi su postali međunarodno poznati i više nisu imali problema s pronalaženjem novčanih sredstava za dalja istraživanja. Pitanje Zinja je na posljetku postalo dio pitanja o rodovima Australopithecus/Paranthropus (koje se odnosilo samo na robustne australopitecine).

## Opis
Sve vrste roda Paranthropus bile su dvonožne i mnoge su postojale u isto vrijeme kao i vrste roda Homo (koje su možda potekle od Australopithecusa). Paranthropus se prvi put pojavio prije oko 2,7 milijuna godina. Većina vrsta roda Paranthropus imala je moždani volumen oko 40% volumena onog kod današnjeg čovjeka. Među vrstama roda Paranthropus postojale su određene varijacije u veličini, ali većina je bila visoka između 1,3 i 1,4 m i bila prilično mišićava i robustno građena. Smatra se da je Paranthropus radije nastanjivao pošumljena područja nego travnjake, koje je preferirao Australopithecus.
"Paranthropusov" bipedalizam (dvonožno hodanje) zaključuje se na temelju anatomske strukture njegovih kukova, nogu i stopala, koji nalikuju na one kod njegovog pretka, Australopithecusa afarensisa, ali i na one današnjih ljudi. Zdjelica je slična kao kod vrste "A. afarensis", ali je kukovni spoj, uključujući i glavu bedrene kosti i čašicu kuka, bio manji kod "Paranthropusa". Sličnost strukture kuka kod "A. afarensisa" i "Paranthropusa" ukazuje na to da su imali sličan način hodanja, te da se "Paranthropus" više kretao kao "gracilni australopiteki". Pripadnici roda Paranthropus pokazuju anatomsku sličnost s današnjim ljudima glede palca na stopalu i razvijenih plantarnih aponeuroza. Kost donožja palca pokazuje proširenu osnovicu za jaču unutarnju potporu, te više distalnu površinu spoja, što uzrokuje veću povezanost i potporu za ostale kosti stopala. Dodatni oslonac na palcu i ekstenzivne plantarne aponeuroze pokazuju da je "Paranthropus" imao hiperekstenziju palca za "toe-off" fazu (fazu inercijalnog njihanja) kod ciklusa hoda, što je karakteristično za današnje ljude kao dvonošce.
Paranthropusovo ponašanje bilo je dosta drukčije od čovječjeg u smislu da nije prilagodljiv, niti podjednako snalažljiv. Dokazi tomu leže u njegovoj fiziologiji, skrojenoj specifično za ishranu ličinkama i biljkama. To bi ga činilo više ovisnim o uvjetima u staništu u odnosu na pripadnike roda Homo, kao što je Homo habilis, koji je imao puno raznolikiju prehranu. Pošto je bio specijalizirana vrsta, Paranthropus se teže prilagođavao klimatskim promjenama, koje su na kraju dovele do njegovog izumiranja.

## Osporena taksonomija
Evolucijski biolog Richard Dawkins navodi "možda nekoliko različitih vrsta" robustnih hominida, a "kao i obično njihovo srodstvo i točan broj vrsta predmet su debate. Nazivi koji se prpisuju mnogim od tih stvorenja ... su Australopithecus (ili Paranthropus) robustus, Australopithecus (ili Paranthropus ili Zinjanthropus) boisei, te Australopithecus (ili Paranthropus) aethiopicus."
Različita su mišljenja po pitanju toga da li bi se vrste P. aethiopicus, P. boisei i P. robustus trebale uključiti u rod Australopithecusa ili ga smatrati zasebnim rodom. Pojava robustnih vrsta mogla bi biti primjer bilo divergentne ili konvergentne evolucije. U znanstvenoj zajednici trenutno ne postoji konsenzus po pitanju toga da li bi se P. aethiopicus, P. boisei i P. robustus trebali svrstati u odvojen rod, Paranthropus, za kojeg se smatra da je potekao iz linije Australopithecusa. Sve do prije pet godina većina je znanstvene zajednice uključivala sve vrste i iz roda Australopithecus i Paranthropus u jedinstven rod. U znanstvenoj zajednici se trenutno koriste i prihvaćaju oba taksonomska sustava. Međutim, iako se nazivi Australopithecus robustus i Paranthropus robustus koriste za iste primjerke, neki istraživači, počevši s Robertom Broomom, a kasnije i osobama kao što su Bernard A. Wood, smatraju da postoji razlika između rodova Australopithecus i Paranthropus, te da bi oni trebali biti odvojeni.

## Pojavljivanje u fosilnim zapisima
Vrste roda Australopithecus, A. afarensis, A. africanus i A. anamensis, najvećim su dijelom ili nestale iz fosilnih tragova prije pojave ranih ljudi ili su se pokazale kao preci Homo habilisa, dok su P. boisei i P. aethiopicus nastavile evoluirati zasebnom linijom, odvojenom i nevezanom za onu ranih ljudi. Paranthropus je dijelio stanište a s ranim primjercima roda Homo, kao što su H. habilis, H. ergaster, a moguće i H. erectus.
Australopithecus afarensis i A. anamensis su do tada većinom već bili nestali. Postojale su također znatne morfološke razlike između Australopithecusa i Paranthropusa, iako su one pronađene gotovo isključivo u morfologiji lubanje, dok su im postkranijalni ostaci bili vrlo slični. Paranthropus je kraniodentalno bio masivnije građen i imao krestu kao i gorile, u kojoj su bili ukorijenjeni ogromni mišići za žvakanje.

## Inteligencija
Vrste roda Paranthropus imale su manji moždani volumen od roda Homo, ali znatno veći nego kod Australopithecusa. Paranthropus se povezuje s kamenim alatima i iz južne i istočne Afrike,iako se vodi debata po pitanju toga da li su ih robustni australopitecini izrađivali ili su koristili alat kojeg su izrađivali pripadnici roda Homo koji su živjeli u isto vrijeme. Većina smatra da su rani pripadnici roda Homo izrađivali alat, ali fosili ruku iz Swartkransa (Južna Afrika) ukazuju na to da je ruka vrste Paranthropus robustus također bila prilagođena preciznom grabljenju i korištenju alata.  
Gotovo se sigurno čini da većina vrsta roda Paranthropus nije mogla usmeno komunicirati niti kontrolirati vatru, iako su tragovi vatre izravno povezani s njihovim ostacima u nalazištu Swartkrans.

## Ishrana
Thure E. Cerling i kolege su 2011. godine u časopisu Proceedings of the National Academy of Sciences objavili istraživanje vezano za rad s izotopima ugljika u caklini 24 zuba 22 jedinke roda Paranthropus koje su živjele u Istočnoj Africi prije 1,4 i 1,9 milijuna godina. Njihovi rezultati ukazuju na to da je Paranthropus boisei više konzumirao biljke bogate ugljikom C4 nego bilo koji do sada istraženi ljudski predak ili srodnik.

## Vanjske poveznice
- Filogenija ranih ljudi. Institut Smithsonian. Inačica izvorne stranice arhivirana 2. studenoga 2005. Pristupljeno 20. svibnja 2014. Pristupljeno 20. svibnja 2014.

- Što je ubilo Paranthropusa? (Sažetak). New Scientist (broj 2434) Pristupljeno 20. svibnja 2014.